# Bai (ridderorde)

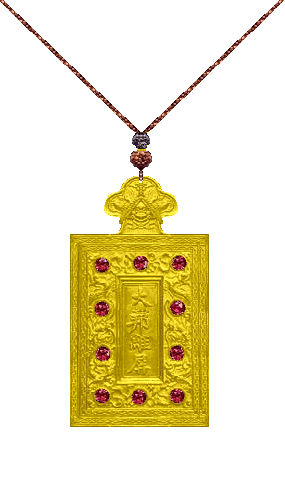
Bai

De Bai was in het Keizerrijk Vietnam een hoge onderscheiding. Het kostbare versiersel was een met tien robijnen, geometrische patronen en Chinese karakters versierde gouden rechthoekige plaat. De gouden plaat werd met behulp van een gouden ornament, knopen en kralen (zogenaamde "Tien") aan een zijden koord om de hals gedragen.
De oorsprong van de Bai is onbekend maar de traditie is eeuwenoud. Keizer Thanh-Thai hervormde zijn ridderorden en onderscheidingen in 1889. Men verleende de Bai aan prinsen, mandarijnen, ministers en hooggeplaatste functionarissen.
De Bai werd door de Vietnamese keizers nog tot in de 20e eeuw op de rechterzijde van de borst gedragen maar overleefde als ridderorde of onderscheiding de val van de monarchie in 1945 niet.

## Keizers met de Bai

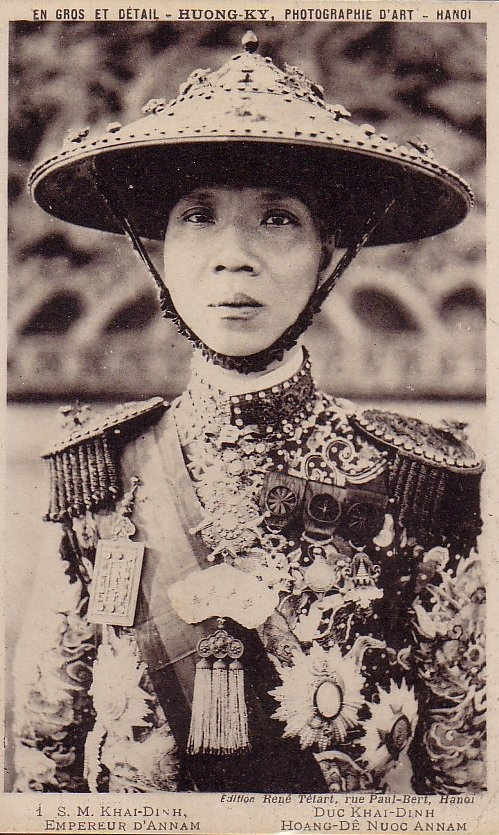
Keizer Khải Định met de Bai en de Khim Kanh om de hals
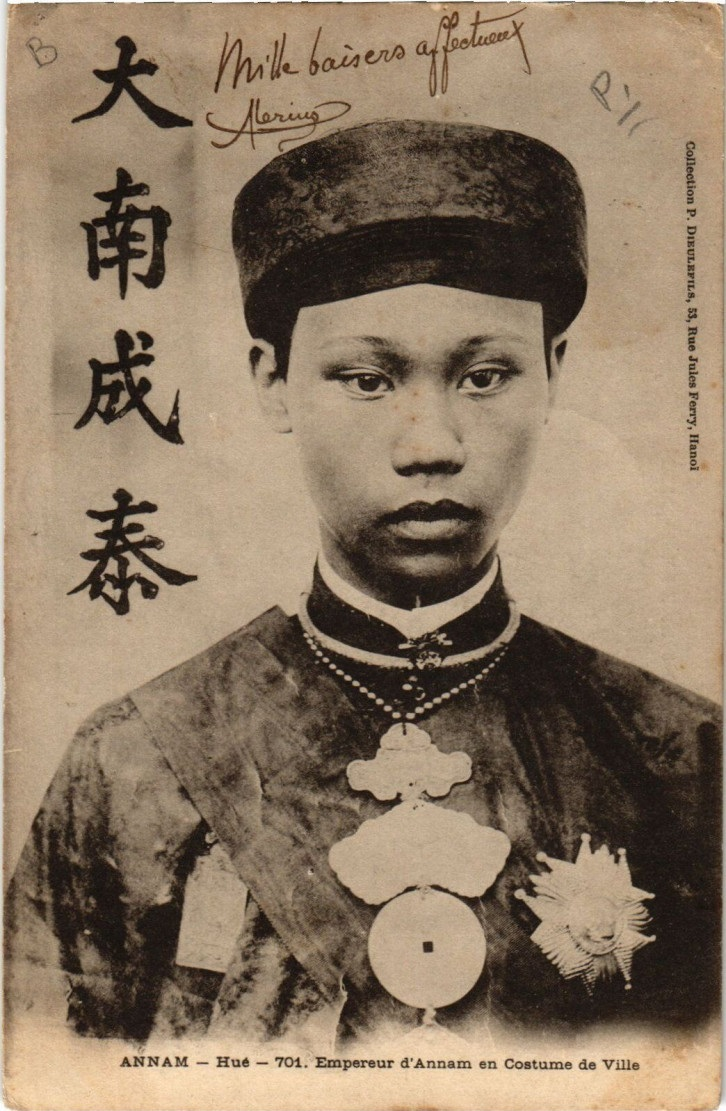
Keizer Thanh Tai met de Bai en de Khim Khanh om de hals
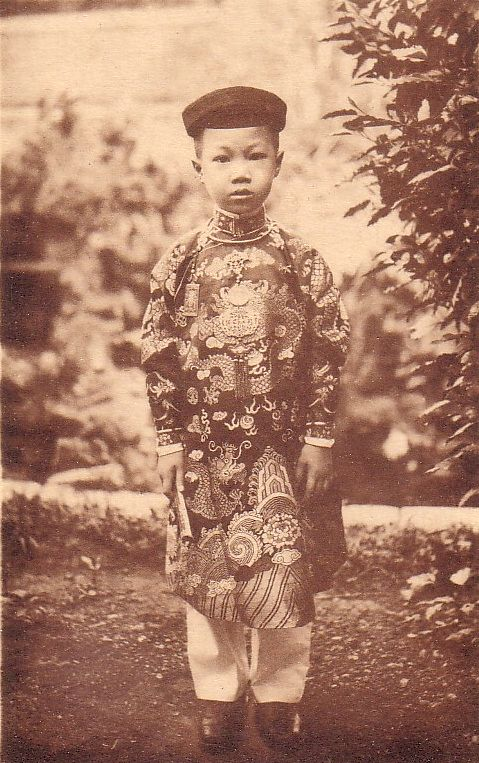
Keizer Bảo Đại met de Bai en de Khim Khanh om de hals